# フローラ (企業)
株式会社 フローラ（ Flora Co., Ltd.）は、三重県四日市市馳出町に本社を置く化学薬品メーカーである。
植物活力剤の「HB-101」や消臭剤「ニオイノンノ」の発売元としてその名を知られる。

## 取り扱い商品
- HB-101（植物栽培用活力剤）
- 顆粒HB-101（植物栽培用活力剤）
- HG-101（薬用育毛剤）
- ニオイノンノ（多目的消臭剤）
- フローラ・バス102（入浴剤）
- フローラロイヤルソープ（石鹸）
- 夢見るシャンプー（ヘアシャンプー）
- 雪恋姫（化粧水）
- 純白のしづく（乳液）
- ペットにも使えるHB-101（ペット用健康増進剤）
- ニオワンダフル（動物の天然肥料）
- ニャンケンポン（ペット用健康食品）
- タスカリッター（栄養機能食品）
- ハッピー・バイオ103（植物エキス食品）
- めざせ目標値（緑茶葉油他4種類と植物エキス配合ﾀﾞｲｴｯﾄ食品）
- ワスレヘン（栄養機能食品）
- からすノンノ（からす避けゴムシート）

## スポンサー番組
- 知っとこ!（毎日放送、2009年4月-降板時期不明）
- リアルタイム(毎日放送)
- いい朝8時(毎日放送)
- 最終警告!たけしの本当は怖い家庭の医学（朝日放送）
- パネルクイズ アタック25（朝日放送）
- 新婚さんいらっしゃい!（朝日放送、2006年1月-3月、2008年10月 - 2009年3月、2020年4月 - ）提供読みは「植物を元気にするHB-101」。2006年1月 - 3月は45秒、2008年10月 - 2009年3月は30秒。
- 月曜時代劇→火曜時代劇→頑張る人応援バラエティ 体育の時間（テレビ朝日）
- 木曜ミステリー（テレビ朝日）
- わたしの贅沢。（BS朝日）
- サンテレビボックス席・プロ野球リレーナイターおよびプロ野球リレー中継（朝日放送制作・サンテレビ）

### ラジオ提供番組
カウキャッチャー扱い
- ニュースパレード（文化放送制作・NRN）
- 武田鉄矢・今朝の三枚おろし（文化放送制作・NRN）
- ミュージックスクランブル（ニッポン放送制作・NRN）

以下はいずれも、TBSラジオの制作による平日午後のJRN全国ネット番組。
- ドライバーズ・リクエスト（2003年4月 - 2021年9月）
- GIFT～未来への贈り物～（2021年10月 - 2022年9月）
- 朗読のミカタ（2022年10月 - 2023年3月、2023年1 - 3月は月 - 木曜日に放送）
- 三井ダイレクト損保 presents 強くてやさしい金曜日（2023年1月 - 、同年4月からは毎日放送を除く）

ヒッチハイク扱い
- 日本列島ほっと通信（TBSラジオ制作・JRN）
- ネットワークTODAY（TBSラジオ制作・JRN）

## CM展開
朝日放送との関係が深く、同局制作でテレビはテレビ朝日・ANN系列（キー局のテレビ朝日の番組で東映が制作しているドラマ番組にも1〜2本提供）、ラジオはJRN系列、NRN系列でそれぞれCMを流し、新聞・雑誌広告にも力を入れている。最近はテレビ朝日と関係のある文化放送でもCMを流している。ただしCMを流しているニュースパレード、武田鉄矢・今朝の三枚おろしの関西地区のネット局はラジオ大阪であり、ドライバーズ・リクエストとネットワークTODAY（CMのみ）の大阪地区のネット局は毎日放送である。その毎日放送では「こんちわコンちゃんお昼ですょ!」で月に1度社員が大阪まで出向いて、番組パーソナリティの近藤光史らと共に生CMを展開している。また放送エリアの関係でCBCラジオなどの中京広域圏の放送局でもスポットCMを中心に流れている。
なお、「ニオイノンノ」と「HB-101」のCMソングのジングル（サウンドロゴ）は同じものである。

### 大相撲
大相撲の本場所でも懸賞の提供を行っている。懸賞幕は縦長規格のため「HB-101」は「HB-一〇一」とアラビア数字を漢数字に変えて縦書きで記載されている。